# Halil Hamid Pasja
Halil Hamid Pasha (Isparta, 1736 – Bozcaada, 1785) was grootvizier van het Ottomaanse Rijk van 31 december 1782 to 31 maart 1785. Hij voerde een uitgesproken hervormingsbeleid maar werd terechtgesteld.

## Leven
Halil Hamid werd geboren in het zuidwesten van Anatolië. In Constantinopel trad hij in dienst van het Ottomaanse Rijk. Over verschillende decennia maakte hij carrière vanwege zijn bestuurlijke competenties. In 1782 werd hij benoemd tot grootvizier. Een jaar na zijn aantreden vond de Russische annexatie van de Krim plaats, een gebied dat kort voordien van het Ottomaanse rijk was losgemaakt. Halil Hamid moest dit accepteren omdat het Ottomaanse leger te weinig slagkracht had.
Hij wilde de zwakte van het rijk overwinnen door een alomvattend hervormingsbeleid op veel gebieden. Daarbij volgde hij vaak het Europese voorbeeld. Om de technologische achterstand van het rijk goed te maken, probeerde Halil Hamid nieuwe kennis te importeren. Hij reorganiseerde de technische scholen en rekruteerde Franse en Pruisische specialisten om het leger te moderniseren, met inbegrip van het Janitsarenkorps. Vooral de monarchie van Lodewijk XVI stuurde honderden ingenieurs en andere hooggeschoolden.
Volgens Halil Hamid was een fundamenteel probleem van het rijk de economische achterstand op de Europese landen. Daarom probeerde hij de import van luxegoederen, met name textiel, uit Europa en India te voorkomen. In plaats daarvan moedigde hij de binnenlandse productie van deze goederen aan. Hij plande ook een ingrijpende hervorming van de landbouwproductie. Om de economische dominantie van de Russen in de Zwarte Zee te doorbreken, stelde hij dit gebied open voor internationale handel. Ook plande Halil Hamid bestuurlijke hervormingen, met name een hervorming van het salaris-, belasting- en aanwervingssysteem van de staat. Hij probeerde een einde te maken aan de handel in loonstroken van de Janitsaren, die als een soort vastrentende effecten waren beginnen dienen.
Met dit beleid maakt hij vijanden onder degenen die hadden geprofiteerd van het vorige systeem, onder hen grootadmiraal Cezayirli Gazi Hassan Pasja. Fundamentele hervormingen zouden de fundamenten van hun invloed in gevaar hebben gebracht. De twee stonden ook politiek aan verschillende kanten. Terwijl Hassan Pasja voorstander was van agressieve actie tegen Rusland, stond Halil Hamid voor een vreedzame koers. Aangezien de grootadmiraal het volledige vertrouwen had van sultan Abdülhamit I, zou Halil Hamid van plan zijn geweest de sultan omver te werpen en hem te vervangen door de latere Selim III. Hij werd afgezet, verbannen en van zijn goederen beroofd. Nog voor hij zijn gouverneurspost op het eiland Bozcaada had kunnen opnemen, werd hij er terechtgesteld. Zijn hoofd werd naar Istanboel gebracht en geëxposeerd op een zilveren schotel in het Topkapıpaleis.
Het onmiddellijke gevolg was dat de oorlogspartij aan de macht kwam. De Russisch-Turkse Oorlog (1787-1792) brak uit en alle Franse experten moesten het land verlaten. Niettemin legde Halil Hamids beleid in zekere zin de basis voor de hervormingen onder Selim III.